# Sofía Castro
Angélica Sofía Sainz Rivera (Cidade do México, 30 de outubro de 1996) ou mais conhecida como Sofía Castro, é uma atriz mexicana.

## Biografia
Nasceu na Cidade do México. É filha da atriz mexicana Angélica Rivera e do produtor mexicano José Alberto Castro.
É sobrinha da atriz Verónica Castro e prima-irmã do cantor Cristian Castro. Tem duas irmãs: Fernanda e Regina, sendo ela a mais velha das irmãs.
Em 2007, anunciou a boda de sua mãe com Enrique, quando esse era governador do estado do México, sendo que a boda foi realizada na Catedral de Toluca. A partir desse segundo matrimônio da sua mãe, agregou à sua família 3 meio-irmãos, filhos do primeiro matrimônio de Enrique com Mónica Pretelini: Alejandro, Nicole e Paulina Peña Pretelini.

## Filmografia
| Ano       | Título                    | Personagem                                  | Formato      | Empresa     |
| --------- | ------------------------- | ------------------------------------------- | ------------ | ----------- |
| 2023-2024 | El maleficio              | Victoria "Vicky" Montes Almazán             | Telenovela   | Televisa    |
| 2023      | Tierra de esperanza       | Valentina Rangel / Valentina Arteaga Rangel | Telenovela   | Televisa    |
| 2021-2022 | Malverde: El Santo Patrón | Lucrécia Luna                               | Telenovela   | Telemundo   |
| 2019-2021 | El dragón                 | Kenia Guzmán / Gabriela Richer              | Telenovela   | Televisa    |
| 2018      | Por amar sin ley          | Nora Ramos                                  | Telenovela   | Televisa    |
| 2016-2017 | Vino el amor              | Fernanda Robles Palacios                    | Telenovela   | Televisa    |
| 2016      | El hotel de los secretos  | Eugenia Ballesteros                         | Telenovela   | Televisa    |
| 2013-2014 | Por siempre mi amor       | Dafne Quintana Herrera                      | Telenovela   | Televisa    |
| 2013      | El cartero                | Ela mesma                                   | Obra Musical | Televisa    |
| 2012      | Como dice el dicho        | Vanessa                                     | Série        | Televisa    |
| 2012      | Cachito de cielo          | Sofía "Sofi" Salvatierra                    | Telenovela   | Televisa    |
| 2011-2012 | Esperanza del corazón     | Eglantina                                   | Telenovela   | Televisa    |
| 2010-2011 | Teresa                    | Lilia                                       | Telenovela   | Televisa    |
| 2008-2009 | La Rosa de Guadalupe      | Vários Episódios                            | Série        | Televisa    |
| 2007-2008 | Skimo                     | Wendy                                       | Série        | Nickelodeon |
| 2007      | La Hora Pico              | Ela mesma                                   | Série        | Televisa    |

## Prêmios e indicações

### Prêmio TVyNovelas
| Ano  | Categoria                 | Telenovela       | Resultado |
| ---- | ------------------------- | ---------------- | --------- |
| 2017 | Melhor Atriz Juvenil      | Vino el amor     | Nomeada   |
| 2013 | Melhor revelação feminina | Cachito de cielo | Nomeada   |

### People en Español
| Ano  | Categoria           | Telenovela       | Resultado |
| ---- | ------------------- | ---------------- | --------- |
| 2013 | Melhor Novo Talento | Cachito de cielo | Nomeada   |

### Q Que... México
| Ano  | Categoria            | Telenovela          | Resultado |
| ---- | -------------------- | ------------------- | --------- |
| 2014 | Melhor Atriz Juvenil | Por siempre mi amor | Venceu    |

### La Agrupación de Críticos y Periodistas de Teatro (ACPT)
| Ano  | Categoria                 | Obra       | Resultado |
| ---- | ------------------------- | ---------- | --------- |
| 2014 | Melhor revelação feminina | El cartero | Venceu    |

## Ligações Externas
- Sofía Castro no Facebook
- Sofía Castro no X
- Sofía Castro. no IMDb.
- Sofía Castro responde a la prensa la pregunta ¿Qué opinas de Ayotzinapa? 11/11/2014
- Castro, en la polémica Molestia en redes contra la hijastra de EPN 13/11/2014[ligação inativa]